# Patricia Quinn
Patricia Quinn (Belfast, Irlanda del Norte; 28 de mayo de 1944) es una actriz y cantante norirlandesa conocida por su participación en la película de 1975 The Rocky Horror Picture Show en el papel de Magenta. En la película apareció en un plano enfocando a los labios en el tema de apertura (aunque la canción fue interpretada por Richard O'Brien). 
Su carrera profesional empezó como Conejita de Playboy en Londres.

## Vida personal
Quinn nació en Belfast, con su madre Rebecca y su padre James Connolly Quinn (un corredor de apuestas). 
En 1963 contrajo matrimonio con Don Hawkins con el que tuvo un hijo: Quinn Hawkins. Tras divorciarse, volvió a casarse en 1995 por segunda vez con el actor inglés Robert Stephens, con quien coincidió en 1987 en la serie Fortunes of War. Tras casarse pasó a ser madrastra de los dos hijos del actor, el cual también se divorció. Tres años antes le conoció en The Box of Delights en el papel de Sylvia Daisy Pouncer. En noviembre de 1995, su marido falleció.
Sus sobrinos Jonny y Bradley Quinn son batería y fotógrafo respectivamente del grupo musical Snow Patrol.

## Carrera como actriz
Quinn es principalmente conocida por su papel de Magenta en The Rocky Horror Picture Show (1975). También interpretó a Elizabeth Siddal en 1975 en la miniserie The Love School. En I, Claudius (1976), tomó el papel de la hermana de Claudio: Livila. Otros papeles de cine y televisión incluyen la semi-secuela de The Rocky Horror Picture Show, Shock Treatment (1980). el 1987 Doctor Who serie Fuego de Dragón. Su última película es The lords of Salem (2012).

## Trabajo reciente
En 2000, Quinn grabó la canción "Guts To Dream" con la banda londinense The Grand. La canción formó parte de un EP titulado Open Displays of Affection, pero el grupo se había disuelto antes de que fuera publicado. Quinn entregó una copia del CD inédito al ganador de un concurso de disfraces de Magenta en la Convención 25 Aniversario de Rocky Horror Picture Show en Las Vegas.
En 2002, regresó a Doctor Who, donde interpretó a una reina alienígena. En septiembre de 2006, recuperó su carrera como DJ en varios lugares en el centro de Londres. En abril de 2007, se unió a Patrick Wolf en un concierto en Londres, cantando "Accident and Emergency".
En octubre de 2008, Quinn hizo una aparición especial en una producción de The Rocky Horror Picture Show en la ciudad de Nueva York, participando en una sesión de preguntas y respuestas, y cantó "Science Fiction / Double Feature". Ella asistió a una convención de Rocky Horror Picture Show en Atlantic City, Nueva Jersey en julio de 2011, respondiendo las preguntas, así como la introducción de una actuación del espectáculo, que tuvo lugar en House of Blues.
En mayo de 2013 fue la invitada de honor en un "40 Aniversario Concierto Tributo" a la producción original de Rocky Horror Show, organizado en el Teatro Victoria, en San Francisco, California con la celebridad transexual Peaches Christ como anfitrión. Durante el homenaje, Quinn cantó "Science Fiction / Double Feature", respondió a las preguntas sobre el escenario y firmó autógrafos para el público.

## Filmografía

### Cine y Televisión
2013
- Yurei No Henka - Abuela Voz (Cortometraje)
- The Last Impresario - Ella misma (Documental)

2012
- The lords of Salem - Megan

2011
- Mary Horror - Madam Ruth

2010
- Your Number's Up - (Cortometraje)
- Tamara Drewe - Posh Hippy

1995
- England, my England - Elizabeth Purcell

1992
- Screenplay - Margot (Tv serie)
- The Bill - Susan White (Tv serie)

1988
- The Modern World: Ten Great Writers - Bella Cohen (Tv serie)
- Bergerac - Dolly Hayward (Tv serie)

1987
- Doctor Who - Belazs (Tv serie)
- Fortunes of War - Mona Castlebar (Tv serie)
- Lost Empires - Doris Tingley (Tv serie)

1983
- The Meaning of Life - Sra. Williams
- Good Behaviour - Rose (Tv serie)
- The Box of Delights - Sylvia Daisy Pouncer (Tv serie)

1981
- Shock Treatment - Dra. Nation McKinley

1982
- Hawk the Slayer - Hechicera
- The Outsider - Siobhan
- Hammer House of Horror - Lucinda Jessop (Tv serie)
- Fox - Liz (Tv serie)
- Premiere - Deirdre (Tv serie)

1977
- A Christmas Carol - Fantasma de las navidades pasadas (Telefilm)
- Leap in the Dark - Rosalind Toynbee (Tv serie)

1976

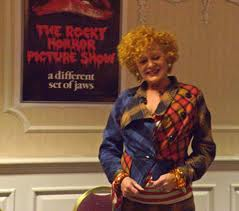
Patricia quinn

- Beauty and the Beast - Susan (Telefilm)
- I, Claudius - Livilla (Tv serie)
- Well Anyway - Tessa (Tv serie)

1975
- The Rocky Horror Picture Show - Magenta
- The Love School - Lizzie Siddall (Tv serie)
- Shoulder to Shoulder - Christabel Pankhurst (Tv serie)

1973
- Adolf Hitler: My Part in His Downfall
- Armchair Theatre - Maggie (Tv serie)

1972
- Rentadick - Chauffeuse
- The Fenn Street Gang - Rona (Tv serie)
- Villains - Dorothy (Tv serie)
- The Alf Garnett Saga
- Up the Front - Magda

## Datos curiosos
- Patricia Quinn aceptó el papel de Magenta en The Rocky Horror Picture Show porque le gustaba el número del principio “Science Fiction - Double Feature”-, y se sintió bastante frustrada cuando supo que no le tocaría interpretarla en la película. Sin embargo, son sus labios los que vemos al principio de la película.
- Su madre murió en una explosión que tuvo lugar en su casa de Belfast mientras ella estaba en el hospital con neumonía.
- Madrastra de Toby Stephens y Chris Larkin.
- Fue imitada en el reality show rupaul drag race temporada 12 por la drag Queen Aiden zhane en el capítulo del Snatch game, pero la personificación fue mal ejecutada lo que llevó a la drag Queen ser nominada para duelo de eliminación que perdió en el lipsync for You life contra Brita